# ワインスタイン・カンパニー

ワインスタイン・カンパニー（TWC）のロゴ（2005年 - 2018年）

ザ・ワインスタイン・カンパニー（The Weinstein Company、略称：TWC）は、アメリカ合衆国に存在していた独立系映画会社。

## 概要
1979年12月19日にミラマックス社を創業し映画業界の実力者となったハーヴェイ・ワインスタインとボブ・ワインスタイン兄弟が、2005年3月10日にミラマックス社を退社した直後に創設した会社である。
ミラマックス社の所有していたレーベル、「ディメンション・フィルムズ（Dimension Films）」はワインスタイン兄弟とともにこの新会社に移され、また2006年以降は、アンソニー・ミンゲラ、ケヴィン・スミス、ジョン・マッデン、スティーヴン・フリアーズ、ロバート・ロドリゲス、クエンティン・タランティーノら、ミラマックス時代にワインスタイン兄弟が育てた映画監督たちがこの会社のために撮影したほか、チェン・カイコー、黒沢清などかつてミラマックスが配給を手がけたアメリカ国外の監督たちの映画もこの会社で配給されたり製作されたりすることになり、またそうした予定が組まれた。
だが2017年10月5日から、ハーヴェイが長年に渡り、女優らをはじめ非常に多数の女性に対しセクハラや性的暴行を繰り返していたことが発覚し、国境を越えて世界的に大きな社会問題となり、それを反映して当社は経営が悪化、支払いが滞るようになり、2018年3月19日に連邦破産法適用の申請手続きに入った。

## 社史
- 2005年10月5日 ニューヨークに同社設立。その後、ロバート・レッドフォードとポール・ニューマンがアドバイザーとして参加。

- 2005年11月11日、クライヴ・オーウェンとジェニファー・アニストン主演の映画『すべてはその朝始まった』が最初の映画リリースとなった。2006年1月にはCGアニメーション映画『リトル・レッド レシピ泥棒は誰だ!?』を配給し、初の全米1位を獲得している。

- 2006年2月にはメトロ・ゴールドウィン・メイヤーと配給で協力することを発表している。MGMはワインスタイン・カンパニーが製作した映画のアメリカ国内での配給を行い、映画の権利はワインスタイン・カンパニーが長期にわたり保有する計画となっている[1]。またワインスタイン・カンパニーとハバード・メディア・グループはアート系映画を放送するケーブルテレビチャンネル、Ovation TVを買収すると発表した。

- 2006年10月には大手金融機関ゴールドマンサックス社、ペリー・キャピタル社、日本のソフトバンクを始めとするコンソーシアムを組み、5億ドルを調達し、中国映画への出資を決める。その他、日本のSBIホールディングスおよびフジテレビジョン、ニッポン放送は共同で2005年11月にワインスタイン・カンパニーに出資している[2]。

- 2007年4月6日に同社の虎の子映画監督クエンティン・タランティーノとロバート・ロドリゲスの共作『グラインドハウス』を全米公開したが、製作費70億円で興収30億円と不発に終わり、世界公開のプランの大幅変更を余儀なくされる。

- 2013年10月13日、サンダンス映画祭の観客賞と審査員賞を受賞した『フルートベール駅で』を賞レースにプッシュするためのスクリーナーを配布したところ、オクタヴィア・スペンサーとメロニー・ディアス（英語版）を主演女優としてプッシュしてしまった。本来ならば、2人は助演女優としてプッシュされるはずだったため、訂正作業に追われることとなった[3]。

- 2018年3月19日、連邦破産法第11章（米国では一般に簡潔に「Chapter11」と呼ばれているもの）の適用の申請手続きを開始し[4][5]、倒産会社となった。前年10月5日にハーヴェイ・ワインスタインのセクハラ問題が明るみに出てから、経営難が深刻化していた。投資会社のランタン・キャピタル・パートナーズが同社を買収することで合意が成立した[6]。

## 作品
- すべてはその朝始まった Derailed（2005）
- リバティーン The Libertine（2005）
- トランスアメリカ Transamerica（2005）
- ヘンダーソン夫人の贈り物 Mrs. Henderson Presents（2005）
- ミス・ポター Miss Potter（2006）
- シッコ Sicko（2007）
- グレート・ディベーター 栄光の教室 The Great Debaters（2007）
- 愛を読むひと The Reader（2008）
- 正義のゆくえ I.C.E.特別捜査官 Crossing Over（2009）
- イングロリアス・バスターズ Inglourious Basterds（2009）
- NINE Nine（2009）
- キャピタリズム〜マネーは踊る〜 Capitalism: A Love Story（2009）
- ザ・マスター The Master（2012）
- ジャンゴ 繋がれざる者 Django Unchained（2012）
- あなたを抱きしめる日まで Philomena（2013）